# Vlag van Río Negro (Uruguay)

Vlag van Río Negro (ratio 2:3)

De vlag van Río Negro bestaat uit drie horizontale banen, waarvan de middelste wit is en de andere twee lichtblauw zijn. In het midden staan een tarwe-aar, een Incazon (die ook ietwat anders weergegeven op de vlag van Uruguay staat), een anker, en twee golven. De vlag werd op 1 februari 1995 aangenomen.